# Lauker
Lauker is een plaats in de gemeente Arvidsjaur in het landschap Lapland en de provincie Norrbottens län in Zweden. De plaats heeft 77 inwoners (2005) en een oppervlakte van 27 hectare. De plaats ligt aan het meer Laukersjön. De plaats wordt omringd door zowel landbouwgrond als naaldbos.

## Verkeer en vervoer
Bij de plaats loopt de Riksväg 94.
Bestuurscentrum: Arvidsjaur (tätort)
Tätort: Glommersträsk · Moskosel ·
Småort: Abborrträsk · Auktsjaur · Järvträsk · Lauker